# Айше Хюмашах-султан
Айше́ Хюмаша́х Ханы́м-султа́н (тур. Ayşe Hümaşah Hanım Sultan, осман. السيدة عائشة سلطان شاه هوما‎; 1541, Стамбул — 1594, Стамбул) — единственная дочь и старший ребёнок Рустема-паши и Михримах-cултан. Внучка османского султана Сулеймана I и Хасеки Хюррем-cултан.

## Биография
Айше Хюмашах родилась в Стамбуле в семье  дочери султана Сулеймана — Михримах-cултан  — и великого визиря Рустема-паши. Получила хорошее образование, увлекалась поэзией. В 1561 году Айше Хюмашах вышла замуж за будущего великого визиря Семиза Ахмеда-пашу(?— 1580) (так же называемого Гузель Ахмед-паша). В этом браке родилось четверо сыновей и две дочери. 23 августа 1575 года во дворце Ахмеда-паши и Айше Хюмашах-султан произошел пожар, сильно повредивший большой зал, и султан распорядился выплатить из казны 10 000 золотых монет для покрытия расходов на восстановление. 15 ноября 1576 года с большой помпой было отпраздновано обрезание двух сыновей Айше Хюмашах-султан и Ахмеда-паши.

### Второй брак
Согласно М. Сюрейе, Нишанджы Фиридун-бей был вторым мужем кузины Айше Хюмашах — Эсмехан-султан . Однако большинство исследователей считает, что традиционная версия ошибочна, и Нишанджи Феридун-бей был женат на самой Айше Хюмашах-султан. В качестве второго мужа Эсмехан Э.Алдерсон указывает Калайлыкоза Али-пашу и даже приводит подробности: Али-пашу при этом вынудили прогнать предыдущую жену.
В «Исламской энциклопедии» даются такие данные: «Вероятно, 6 апреля 1582 женился на Айше-султан вдове Ахмеда-паши и дочери Михримах-султан и Рустема-паши… По слухам был женат на вдове Соколлу — Эсмехан-султан».

### Третий брак
Существует версия, что в 1590 году Айше Хюмашах вышла замуж в третий раз за Азиза Махмуда Хюдайи.

## Дети
В первом браке Айше Хюмашах имела детей:
- Абдуррахман-бей (ум. после 1597/после 1603)
- Шехид Мехмет-бей (санджак-бей Боснии и Герцеговины; погиб в битве на реке Купа)
- Шехид Мустафа-паша (санджак-бей Килиса; погиб в битве на реке Купа)
- Осман-бей (скончался в 1590 году; похоронен с отцом в тюрбе в мечети Михримах-султан в Эдирнекапы
- Салиха-султан (ум. после 1576) — была замужем за Юсуфом Синаном-пашой
- имя дочери неизвестно — также была замужем за Юсуфом Синаном-пашой и родила от него двоих сыновей и дочь.

## Смерть
Незадолго до смерти Айше Хюмашах вместе с сыном отправилась в хадж, а вскоре после возвращения  умерла в своём дворце в Ускюдаре. Она была похоронена в тюрбе Сулеймана в мечети Сулеймание. До конца XVII века  единственными захоронениями в тюрбе были могилы Михримах и её отца. По одной из версий, Айше Хюмашах похоронена в комплексе своего предполагаемого супруга Азиза Махмуда Хюдайи, при строительстве которого она была донатором.

## Благотворительность
Айше Хюмашах, совместно с матерью, стала наследницей состояния своего отца и встала во главе его благотворительных фондов. Для обеспечения работы всех фондов Рустем-паша завещал своё состояние жене Михримах и дочери Айше Хюмашах Ханым-султан.